# Partido del Centro (Suecia)
El Partido de Centro (en sueco: Centerpartiet; C) es un partido político liberal de Suecia, fundado en 1913. Los principales temas del partido son la economía nacional, el medio ambiente, la descentralización política y la integración social.
Tradicionalmente al igual que los demás partidos del agrarismo nórdico, el Partido del Centro ha cambiado cada vez más su enfoque hacia el liberalismo económico, la protección del medio ambiente, la igualdad de género y la descentralización de la autoridad gubernamental. El partido se describe a sí mismo como feminista liberal, haciendo campaña por políticas que mejoren la igualdad de género sobre una base individualista. Sus políticas ambientales enfatizan la importancia del consentimiento y la acción voluntaria incluyendo el trabajo con silvicultores y propietarios del sector privado para promover la biodiversidad dentro de un marco mutuamente aceptable.
El Partido del Centro ha ocupado el cargo de primer ministro de Suecia tres veces, siendo Thorbjörn Fälldin el último en ocupar dicho cargo, de 1976 a 1978 y luego nuevamente de 1979 a 1982. El partido es miembro de la Alianza de los Demócratas y Liberales por Europa, la Internacional Liberal y Renovar Europa. Originalmente fue fundado con el nombre de la Liga de Agricultores (en sueco: Bondeförbundet; B).

## Historia

### SigloXX

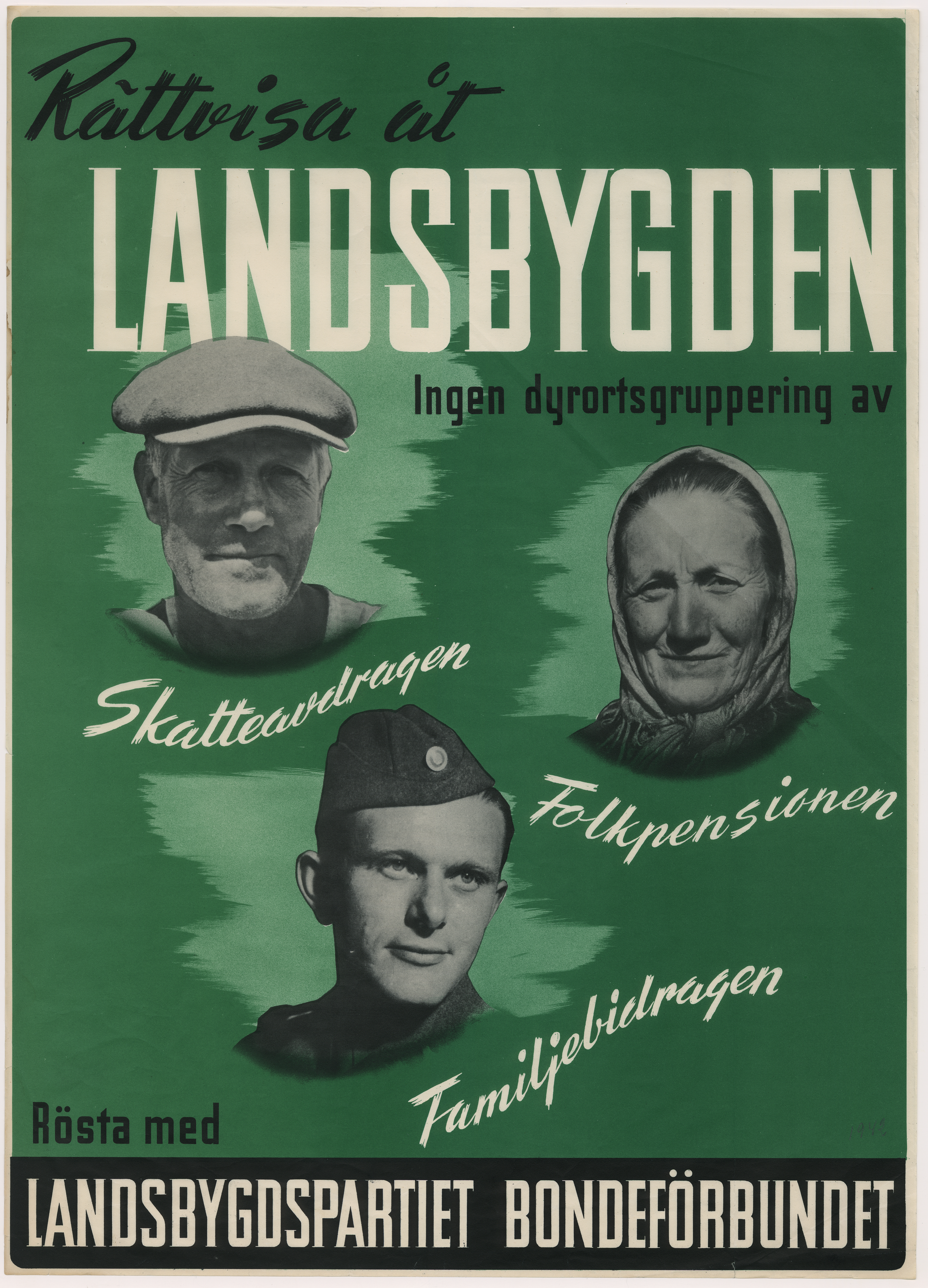
Cartel electoral de la Liga de Agricultores de 1945

El partido fue fundado en 1913 como la Liga de Agricultores (B). En 1922, se fusionó con la Unión Nacional Agraria (JR) el partido adoptó su nombre actual en 1957. En ese momento, había sido aliado cercano del Partido Socialdemócrata Sueco (S) de centroizquierda durante 25 años y formaron gobiernos de coalición de 1936 a 1945, y de 1951 a 1957. Sin embargo, después el partido tomo una posición más derechista al establecer una alianza más estrecha a largo plazo con los partidos burgueses y no socialistas de centroderecha, que formaron gobiernos de coalición de 1976 a 1982 y de 1991 a 1994.
Thorbjörn Fälldin fue electo líder de C en 1971, en las elecciones de 1976, los socialdemócratas perdieron su mayoría en el Riksdag, por primera vez en 40 años y los partidos no socialistas, incluidos C, el Partido Liberal (L) y el Partido Moderado (M) formaron un gobierno de coalición, de todos los partidos que formaron la coalición el Partido del Centro era el más grande, y por lo tanto su líder, Fälldin fue nombrado primer ministro de Suecia. Dos años después, la coalición se desmoronó por el tema de la dependencia sueca de la energía nuclear, con el Partido del Centro tomando una fuerte posición antinuclear, lo que llevó a la renuncia de Fälldin y la formación de un gobierno minoritario del Partido Liberal, liderado por Ola Ullsten.

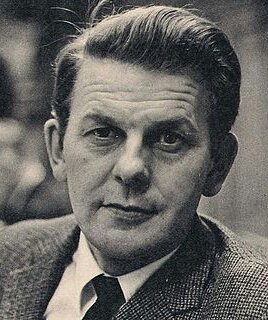
Thorbjörn Fälldin, dos veces primer ministro de Suecia de 1976 a 1978, y de 1979 a 1982

En las elecciones de 1979, Fälldin recuperó el puesto de primer ministro, a pesar de que C sufrió grandes pérdidas y perdió su papel de liderazgo en el campo de centroderecha, los llevó a formar nuevamente un gobierno de coalición con los Liberales y Moderados. Este gabinete también duró dos años, cuando el desacuerdo sobre las políticas fiscales obligó a los moderados a abandonar la coalición. Fälldin continuó como primer ministro hasta las elecciones de 1982, cuando los socialdemócratas recuperaron el poder. Después de una segunda derrota electoral en las elecciones de 1985, Fälldin se enfrentó a críticas masivas de su partido. Renunció como líder del partido y se retiró de la política.
El Partido del Centro, volvió a formar parte de un gobierno, después de la victoria de la centroderecha en las elecciones de 1991. El partido formó un gobierno de coalición, con el líder del Partido Moderado, Carl Bildt como primer ministro. Luego de aquella victoria el partido volvió a la oposición de 1995 a 2006.

### SigloXXI
En 2005 el Partido del Centro vendió la propiedad del grupo mediático Centertidningar AB, propietario del diario Hallands Nyheter por 1.800 millones de coronas, por lo que era considerado el partido político más rico del mundo en aquel momento.
En 2006 el partido se unió a la Alianza por Suecia, una alianza política y electoral, junto con el Partido Moderado, el Partido Popular Liberal y los Demócratas Cristianos. Posteriormente las elecciones generales de 2006 fueron un éxito para el Partido del Centro, su apoyo aumento, obteniendo el 7,88% de los votos y 29 escaños en el parlamento. Después de las elecciones, la Alianza por Suecia fue capaz de formar un gobierno de coalición, con el líder de los moderados Fredrik Reinfeldt como primer ministro. Para las elecciones de 2010, C tuvo un desempeño relativamente menor, debido al avance del Partido Moderado, lo que permitió que la Alianza por Suecia continuara en el poder con un gobierno minoritario. En las elecciones de 2014, la Alianza por Suecia fue derrotada, y los socialdemócratas recuperaron el poder. 
Las elecciones de 2018 concluyeron con un resultado complicado para todas las partes involucradas. Aunque los socialdemócratas obtuvieron el primer lugar, el bloque de sus aliados no logró obtener la mayoría necesaria para formar gobierno, lo mismo le ocurrió a la Alianza por Suecia. Lo que desato varios intentos fallidos para formar un gobierno, por parte de ambas partes. La solución a la complicada situación fue un acuerdo de enero de 2019, que incluía la cooperación entre los partidos de izquierda, los socialdemócratas y los verdes, así como el Partido del Centro y los liberales, que eran miembros de la Alianza por Suecia, la cual fue disuelta luego de aquel acuerdo. La líder de C, Annie Lööf, aceptó el acuerdo y el partido brindo apoyo externo a los gobiernos socialdemócratas de Stefan Löfven de 2018 a 2021, y posteriormente de Magdalena Andersson de 2021 a 2022, que fue electa primera ministra luego de la renuncia de Löfven. En las elecciones de 2022, C obtuvo perdidas tanto en votos como en escaños, y el bloque de Andersson fue derrotado por el bloque de derecha. La líder de C, Lööf envió un correo electrónico interno a los políticos electos del partido en el que calificaba los resultados del partido de decepcionantes y afirmaba que la junta directiva de C llevaría a cabo una investigación sobre los resultados del partido. Dos días después, Lööf anunció su renuncia como líder del partido.

## Ideología
El Partido del Centro también ha sido descrito como socialliberal, económicamente liberal, ecológico y liberal. Se describe a sí mismo como un partido liberal verde y libertario, mientras que tradicionalmente se ha asociado con el agrarismo y la ideología agraria nórdica.

### Economía
El Partido de Centro está considerado como uno de los partidos más liberales de la política sueca. Se describe a sí mismo como "un partido con un liberalismo verde, social y descentralizado".
La dirección del partido defiende el neoliberalismo. Aboga por una bajada de impuestos, una fuerte reducción de las cotizaciones patronales y una liberalización del mercado laboral. Está cerca de empresarios, comerciantes y agricultores.

### Inmigración
Centerpartiet es un partido favorable a la inmigración y en su campaña para la elección general sueca de 2006, propuso duplicar el número de inmigrantes que entran en Suecia en 90 000 personas, el 1 por ciento de la población sueca. Esto se facilitaría mediante la concesión de tarjetas de residencia.

### Unión Europea
Centerpartiet aboga por un modelo federal para la Unión Europea, regida por el principio de subsidiariedad. Aunque Centerpartiet se opuso a la introducción del euro en 2003, tiene cierto debate interno sobre su posición, con la rama juvenil del partido abogando activamente por la entrada rápida a la eurozona.
En el Parlamento Europeo forma parte del Partido de la Alianza de los Liberales y Demócratas por Europa.

## Votantes
Tradicionalmente, muchos de los votantes del partido proceden de zonas rurales y bastantes son agricultores o pequeños empresarios. En los últimos años, sin embargo, desde la asunción del liderazgo por parte de Maud Olofsson el partido ha estado atrayendo a los votantes liberales de las zonas urbanas. Se cree que los votantes del Partido Popular Liberal se han trasladado a Centerpartiet y que ambos partidos compiten en parte de su electorado.

## Resultados electorales

### Elecciones generales
|  | 0,2 % |

|  | 5,3 % |

|  | 7,9 % |

|  | 11,0 % |

|  | 10,8 % |

|  | 11,2 % |

|  | 14,1 % |

|  | 14,4 % |

|  | 12,0 % |

|  | 13,6 % |

|  | 12,4 % |

|  | 10,7 % |

|  | 9,5 % |

|  | 12,7 % |

|  | 13,6 % |

|  | 13,2 % |

|  | 15,7 % |

|  | 19,9 % |

|  | 25,1 % |

|  | 24,1 % |

|  | 18,1 % |

|  | 15,5 % |

|  | 12,4 % |

|  | 11,3 % |

|  | 8,5 % |

|  | 7,6 % |

|  | 5,1 % |

|  | 6,2 % |

|  | 7,9 % |

|  | 6,5 % |

|  | 6,1 % |

|  | 8,6 % |

|  | 6,7 % |

### Parlamento Europeo
|  | 7.2 % |

|  | 6.0 % |

|  | 6.3 % |

|  | 5.5 % |

|  | 6.5 % |

|  | 10.8 % |

|  | 7.2 % |

## Líderes
- Erik Eriksson (1916–1920)
- Johan Andersson (1920–1924)
- Johan Johansson (1924–1928)
- Olof Olsson (1928–1934)
- Axel Pehrsson-Bramstorp (1934–1949)
- Gunnar Hedlund (1949–1971)
- Thorbjörn Fälldin (1971–1985)
- Karin Söder (1985–1987)
- Olof Johansson (1987–1998)
- Lennart Daléus (1998–2001)
- Maud Olofsson (2001–2011)
- Annie Lööf (2011-2023)
- Muharrem Demirok (desde 2023)